# 土師位
土師 位（はじ の くらい）は、奈良時代の官人。従五位上・土師豊麻呂の子。官位は外従五位下・肥前守。

## 経歴
称徳朝の天平神護3年（767年）一族の田使とともに外従五位下へ叙せられ、翌神護景雲2年（768年）諸陵助に任じられる。
光仁朝の宝亀2年（771年）津真麻呂の後任の肥前守に任ぜられた。

## 官歴
特記のないものは『続日本紀』による。
- 時期不詳：正六位上
- 天平神護3年（767年）正月18日：外従五位下
- 神護景雲2年（768年）2月18日：諸陵助
- 宝亀2年（771年）7月23日：肥前守